# Vallclara
Vallclara település Spanyolországban, Tarragona tartományban. Vallclara Vinaixa, Vimbodí, Prades, Tarragona, Vilanova de Prades és El Vilosell községekkel határos. Lakosainak száma 89 fő (2024).

## Népesség
A település népessége az elmúlt években az alábbi módon változott:
| Lakosok száma | 95   | 448  | 301  | 172  | 109  | 114  | 123  | 116  | 98   | 89   |
|               | 1717 | 1887 | 1936 | 1960 | 1986 | 2004 | 2009 | 2014 | 2019 | 2024 |